# Universidad París-Dauphine
La Universidad París-Dauphine-PSL, llamada coloquialmente Dauphine, al heredar el nombre de la "puerta Dauphine", en el XVI Distrito de París, donde se encuentra (y antiguamente "Universidad París-IX Dauphine"), es una universidad pública francesa con estatuto de centro de investigación superior (grand établissement) orientada a las humanidades, sobre todo a la economía y a la sociología, aunque también cuenta con una rama de sus estudios especializada en las matemáticas y la informática adaptadas al mundo de la economía y de la gestión empresarial. Desde 2014 es miembro de la prestigiosa Conferencia de Grandes Escuelas francesas.

## Historia
Creada en 1968 en los antiguos locales de la OTAN, que comparte con el Instituto Nacional de Lenguas y Civilizaciones Orientales (INALCO) y con la Escuela Superior de Intérpretes y Traductores, la Universidad París-Dauphine fue primero el "centro universitario Dauphine" con estatuto de facultad. Este centro, reconocido como universidad desde 1970, ha gozado desde su creación de una gran autonomía en materia de innovación pedagógica. 
Convertida en universidad en 1970, París-Dauphine rápidamente adquirió una gran notoriedad en el campo de las ciencias de gestión, abriendo sus terceros ciclos universitarios a los graduados de las escuelas de ingeniería y a las de comercio. La selección de candidatos para ingresar en la universidad fue objeto de conflictos jurídicos desde su creación, ya que una ley de 1984 prohíbe la selección a la entrada del primer ciclo universitario. Cada año la universidad recibe 6000 solicitudes para solo 650 plazas en primer curso(Enjeux Les Echos, abril 2006). 
De acuerdo con el proyecto aprobado por el Consejo de Administración de la universidad, Dauphine obtuvo en febrero de 2004 el estatuto de centro de investigación superior (grand établissement), estatuto que reagrupa un conjunto de centros públicos entre los más prestigiosos en los campos de la investigación y de la enseñanza superior (Decreto n°2004-186 del 26 de febrero de 2004). Al mismo tiempo que le amplía el margen de maniobra, su nuevo estatuto la consolida en sus misiones universitarias esenciales: el desarrollo y la valoración de la investigación, la formación inicial y la formación continua. 
Este nuevo estatuto le permite igualmente seleccionar a sus estudiantes (lo cual era ilegal en el marco jurídico precedente: Conseil d'État 27/07/1990, Universidad Paris Dauphine) y ofertar unos estudios coherentes y profesionalizados.
En sus pequeños 60.000 m² la universidad solamente puede acoger a 8.000 estudiantes, lo que hace de ella la menor universidad metropolitana de toda Francia. En octubre de 1994, se dotó de nuevos locales cerrando el edificio cuya nueva forma recuerda una A mayúscula. La nueva ala fue inaugurada por Jacques Chirac, alcalde de París en esa fecha.
La Universidad París-Dauphine cuenta entre sus profesores con Pierre-Louis Lions que obtuvo la medalla Fields de la Unión Matemática Internacional en 1994.
Además, la Universidad participa en el programa Goldman Sachs Global Leaders.

## Presidentes (rectores)
El presidente de la Universidad es elegido por 3 consejos centrales: Consejo de la Administración, Consejo de los Estudios y de la Vida Universitaria y el Consejo Científico.
- Paul Didier - desde 1970 hasta 1975 (Catedrático de derecho privado)
- Jean-Paul Gilli - desde 1975 hasta 1980 (Catedrático de derecho privado)
- Henri Tézenas du Montcel - desde 1980 hasta 1984 (Catedrático de economía)
- Brigitte Berlioz-Houin - desde 1984 hasta 1989 (Catedrático de derecho privado)
- Ivar Ekeland - desde 1989 hasta 1994 (Catedrático de matemáticas)
- Elie Cohen, professeur - desde 1994 hasta 1999 (Catedrático de gestión)
- Bernard de Montmorillon - desde 1999 hasta el momento actual (Catedrático de gestión)

## Eventos
Los Entretiens de Dauphine (Entrevistas de Dauphine) organizan regularmente encuentros con presidentes y directores generales de grandes grupos animados por profesores de Dauphine y abiertos a los estudiantes. La asociación estudiante Dauphine Discussion Débat recibe igualmente a responsables políticos. 
La universidad organiza en diciembre de cada año, desde 1996, el premio Dauphine-Henri Tezenas du Montcel para recompensar las mejores emisiones de televisión o de radio que traten de la gestión o de la economía. El premio es ofrecido por una personalidad como Jacques Chirac (1997), Jacques Delors (1999), antiguo ministro de finanzas francés y Presidente de la Comisión Europea o Valéry Giscard d'Estaing (2003), antiguo Presidente de la República francesa.
El Fórum Dauphine Empresas Archivado el 15 de julio de 2006 en Wayback Machine. organizado cada año desde 1983 pone en contacto a empresas y estudiantes, pudiéndose llegar a establecer relaciones laborales entre ambas partes.

## Antiguos alumnos
Con 50.000 antiguos alumnos, la Asociación de Antiguos Alumnos de la Universidad París-Dauphine Archivado el 5 de noviembre de 2014 en Wayback Machine. (conocida por sus siglas en francés AAED) creada en 1968 es una de las redes más activas. Basándose en el modelo de las Grandes Escuelas, federa a sus miembros alrededor de encuentros y publica cada año un anuario.
Entre los antiguos alumnos de Dauphine célebres:
- Boni Thomas Yayi, presidente de Benín desde 2006
- Isabelle Bordry, antigua directora general de Yahoo! Francia
- Elie Cohen, economista
- Jean-Louis Constanza, antiguo director general de Tele2 Francia
- Nicolas Dupont-Aignan, diputado
- Alain Mabanckou, escritor congolés
- Michaël Boukobza, director general de Iliad (2.º operador de banda ancha en Francia)
- Arnaud Lagardère, presidente y director general de Lagardère Media, Chairman of the Board of Directors de EADS

## Relaciones internacionales
París-Dauphine siempre ha querido tener una amplia proyección internacional y para ello ha tejido una red de relaciones internacionales que se resume en:
- 180 acuerdos con 40 países
- 6 dobles titulaciones con 2 Universidades:
  - Universidad Autónoma de Madrid, Universidad que se sitúa entre las primeras de España (ranking)
  - Johann Wolfgang Goethe-Universität Frankfurt am Main
- 24,9% de los estudiantes inscritos en la universidad fueron extranjeros en el año universitario 2004-2005

## Formaciones
Magistere Banca Finanzas Seguros
El Magistere BFA Archivado el 10 de marzo de 2013 en Wayback Machine. (Banque, Finance Assurance) fue creado en 1986 y desde su etapa inicial es cada uno de lo más reputado de Francia máster en Banca, Finanzas y Seguros. El programa abarca tres años académicos completos y un año más, posiblemente, para una pasantía entre el segundo y el tercer año, o un tal vez más en un centro asociado. De hecho, las instituciones asociadas van desde London School of Economics y Politic Science de Londres, Bocconi en Milán, la Universidad de Washington en St. Louis o McGill en Montreal, por nombrar algunos. El objetivo Magistere principal es proporcionar a los estudiantes con todas las habilidades necesarias probable que les permitan alcanzar una oportunidad de empleo en el mercado y Finanzas Corporativas, Banca y Seguros. 
Magisterio de Ciencias de Gestión
El Magisterio de ciencias de gestión Archivado el 3 de febrero de 2015 en Wayback Machine. es una formación de excelencia en gestión de empresas de la Universidad París-Dauphine. Este selectivo y pluridisciplinar Magisterio forma a un pequeño número de estudiantes en tres años, de la licenciatura al máster. La formación es a tiempo parcial entre la universidad y la empresa durante el primer y el tercer año. Durante el segundo año, los estudiantes estudian en el extranjero, en una institución asociada . Su programa permite a los estudiantes adquirir una formación teórica y práctica de excelente calidad."
Máster 203 de Mercados Financieros, Mercados Commidity y gestión de riesgos
El máster 203 ha sido diseñado para formar especialistas en los mercados financieros que ponen sus habilidades para trabajar para los bancos y empresas de inversión, empresas de gestión de activos, consultorías, empresas de seguros o de las grandes empresas. Se entrena a los estudiantes en todas las profesiones vinculadas a las inversiones en instrumentos financieros y mercados de financiación basado en técnicas de mercado. 
Máster 225 Corporate Finance y la ingeniería financiera
Las finanzas corporativas e ingeniería financiera Masters Programa 225 ha adiestrado a casi un millar de estudiantes a ejercer profesiones financieras con altos niveles de responsabilidad. Este programa de máster proporciona una sólida formación en dos áreas complementarias de especialización: tanto las finanzas corporativas e ingeniería financiera y las fusiones y adquisiciones, que se utilizan sobre todo, en banca de inversión. 
Master 272 Ingeniería Financiera y Economía Cuantitativa
La Ingeniería, mención Ingeniería Financiera y Economía Cuantitativa Programa 272 prepara a los estudiantes a temas como las técnicas de las finanzas cuantitativas, finanzas corporativas, gestión de activos y gestión del riesgo de mercado. Para ello, el plan de estudios combina la enseñanza de la teoría financiera y su aplicación en los negocios mientras que los estudiantes de formación para los métodos computacionales en las finanzas. 
- Executive MBA de Paris-Dauphine
- Lista de los Masters de Dauphine
- Maîtrise des Sciences et Techniques Comptables et Financières (Licenciatura de Ciencias y Técnicas Contables y Financieras)

## Asociaciones
La Universidad tiene fama por sus numerosas asociaciones que animan la vida estudiantil 
(lista completa de asociaciones):
- AMBFA - Association Magistère BFA - Dauphine (enlace roto disponible en Internet Archive; véase el historial, la primera versión y la última). (Asociación del Magistere BFA)
- DEE: Dauphine Espace Europe (Dauphine Espacio Europa)
- AssIDu: Associations Indépendantes de Dauphine (Asociaciones Independientes de Dauphine) (sitio)
- Dauphine Discussion Débat (Dauphine Discusión Debate)
- Club Voile Dauphine (CVDo) (Club de Vela de Dauphine)
- Dauvigne: les amateurs d'œnologie (los amantes de la enología)
- Phinedo Le portail des étudiants (El portal de los estudiantes)
- Ski Club Université Dauphine (SCUD) La asociación estudiantil de esquí
- Channel9.net Channel 9, La televisión de estudiantes de Dauphine y la primera en Francia
- DefiMSTCF.com DéfiMSTCF, La asociación estudiante de la rama de contabilidad de Dauphine
- BdE Dauphine El centro de los estudiantes, organización de fines de semana de integración, de la noche Dauphine, de exposiciones, etc.
- Dauphine.org.uk London Dauphine Alumni, asociación de los antiguos alumnos de la Universidad de París-Dauphine en Londres.

## Filmografía
- Le Cerveau (1969) de Gérard Oury, como edificio de la OTAN
- Tanguy (2001) de Étienne Chatiliez, aulas del Instituto Nacional de Lenguas y Civilizaciones Orientales